# مايلز بريغز
مايلز بريغز (بالإنجليزية: Miles Briggs)‏ هو سياسي بريطاني، ولد في 30 مارس 1983. نشط حزبياً في الاسكتلنديون المحافظون ‏. في 2016 Scottish Parliament election ‏، انتخب Member of the 5th Scottish Parliament ‏ عن دائرة لوثيان ‏ وقد انضم خلال فترته النيابية ‏ (5 مايو 2016 – )  للكتلة البرلمانية الاسكتلنديون المحافظون ‏.